# Geslachtsverdeling
Geslachtsverdeling is de verdeling van de mannelijke (♂) en vrouwelijke (♀) geslachtsorganen over de verschillende individuen bij planten of dieren.
Bij populaties van een diersoort wordt met geslachtsverdeling gewoonlijk het aandeel mannelijke of vrouwelijke dieren in een populatie bedoeld.

## Geslachtsverdeling bij planten
Het begrip geslachtsverdeling wordt bij Embryophyta (landplanten, met de mossen, de varens, de naakt- en bedektzadigen) verschillend gebruikt, afhankelijk van of de dominante fase in de levenscyclus de haploïde gametofyt of de diploïde sporofyt is. Zo gaat het bij mossen om de plaatsing van de antheridia en de archegonia (respectievelijk het mannelijk en het vrouwelijk gametangium) op de haploïde mosplanten (dit is de gametofyt); en bij de zaadplanten om de plaatsing van meeldraden en van vruchtbladen (respectievelijk het mannelijk en het vrouwelijk sporofyl) op de diploïde plant (dit is de sporofyt).

### Levenscyclus
Bij Embryophyta is er een kernfasewisseling met een haploïde een diploïde fase. Planten met een (cytologische) kernfasewisseling van een haploïde gametofyt en een diploïde sporofyt heten diplohaplonten.
De verscheidenheid in de levenscycli bestaat voor een deel uit de variatie in het relatieve belang van de verschillende fasen in de levenscyclus. Bij sommige groepen van planten (bijvoorbeeld bij mossen) is de gametofyt beter ontwikkeld, leeft zelfstandig en neemt het grootste deel in van de levensduur. Bij veel andere planten, de vaatplanten, is de sporofyt het belangrijkst (dat wil zeggen: het best ontwikkeld en met de langste levensduur) en is de gametofyt veel minder ontwikkeld en soms nauwelijks te herkennen. Gametofyt en sporofyt lijken niet op elkaar (zoals dat wel het geval is bij het groenwier zeesla). Een dergelijke levenscyclus heet heteromorfe digenetische cyclus en een dergelijk organisme een heteromorfe diplohaplont.
| Biologische levenscycli bij meercellige organismen met geslachtelijke voortplanting | Biologische levenscycli bij meercellige organismen met geslachtelijke voortplanting | Biologische levenscycli bij meercellige organismen met geslachtelijke voortplanting | Biologische levenscycli bij meercellige organismen met geslachtelijke voortplanting | Biologische levenscycli bij meercellige organismen met geslachtelijke voortplanting                                                        |
|                                                                                     |                                                                                     | Cytologische kernfasewisseling                                                      | Cytologische kernfasewisseling                                                      | Cytologische kernfasewisseling |
| Type organisme →                                                                    | Type organisme →                                                                    | Haplont                                                                             | Diplont                                                                             | Diplohaplont = Haplodiplont |
| ----------------------------------------------------------------------------------- | ----------------------------------------------------------------------------------- | ----------------------------------------------------------------------------------- | ----------------------------------------------------------------------------------- | --- |
| Kernfase; Kernfasewisseling →                                                       | Kernfase; Kernfasewisseling →                                                       | Haplofase; Haplofasisch                                                             | Diplofase; Diplofasisch                                                             | Afwisseling haplofase ↔ diplofase; Diplohaplofasisch = Heterofasisch                                                                       |
| Meiose moment →                                                                     | Meiose moment →                                                                     | Zygotisch                                                                           | Gametisch                                                                           | Sporisch = Intermediair |
| Morfo- logische generatie- wisseling                                                | Monogenetisch: (monofasisch)                                                        | Monogenetische haplont                                                              | Monogenetische diplont                                                              | |
| Morfo- logische generatie- wisseling                                                | Digenetisch: (difasisch)                                                            |                                                                                     | Digenetische diplont                                                                | Digenetische diplohaplonten \| Isomorf, isospoor \| ↓ Heteromorf ↓ \| ↓ Heteromorf ↓ \| \| Isomorf, isospoor \| isospoor \| heterospoor \| |
| Morfo- logische generatie- wisseling                                                | Trigenetisch: (trifasisch)                                                          |                                                                                     |                                                                                     | Trigenetische diplohaplont |
| Isomorf, isospoor                                                                   | ↓ Heteromorf ↓                                                                      | ↓ Heteromorf ↓                                                                      |                                                                                     | |
| Isomorf, isospoor                                                                   | isospoor                                                                            | heterospoor                                                                         |                                                                                     | |

In hoofdlijnen zijn er bij de Embryophyta zo twee heteromorfe digenetische cycli te onderscheiden: met een dominante gametofyt-fase (bij mossen, levermossen en hauwmossen), en met een dominante sporofyt-fase (bij vaatplanten: de varens, naakt- en bedektzadigen).
In veel gevallen kan er een (morfologisch) onderscheid gemaakt worden tussen mannelijke en vrouwelijke individuen, zoals bij
- de (haploïde) gameten is er altijd onderscheid tussen de meestal beweeglijke zaadcel en de niet beweeglijke, vaak wat grotere eicel.
- de (haploïde) sporen: micro- en macrosporen; een dergelijke plant heet heterospoor.
- de (haploïde) gametofyt: micro- en macrogametofyten (bijvoorbeeld bij sommige varens en alle zaadplanten).
- de (diploïde) sporofyt: mannelijke en vrouwelijke sporofyten.
- de (eveneens diploïde) sporangia: micro- en macrosporangia; een dergelijke plant heet heterosporangiaat.

### Gametofyt dominant
De Embryophyta met een dominante gametofyt (die als evolutionair oude, oorspronkelijke groep worden gezien) zijn:
1. de levermossen (Marchantiophyta)
2. de mossen (Bryophyta)
3. de hauwmossen (Anthocerotophyta)

De dominante fase is de gametofyt: het mosplantje. De sporofyt groeit op het mosplantje en is daar van afhankelijk. Zelden is er een onderscheid tussen micro- en macrosporen (♂ en ♀ sporen); wel kunnen vaak mannelijke en vrouwelijke planten worden onderscheiden.
Bij sommige mossoorten is er sprake van heterosporie: in een sporenkapsel ontwikkelen zich zowel kleine als grotere sporen. Uit de grote sporen groeien uiteindelijk de vrouwelijke planten (gametofyten), uit de kleine sporen ontwikkelen zich de dwergmannetjes die vaak vastgehecht groeien op de vrouwelijke planten.

### Sporofyt dominant
De Embryophyta met een dominante sporofyt (de meerderheid van de soorten) zijn de vaatplanten (Tracheophyta) met onder andere Lycopodiopsida (wolfsklauwen en verwanten), Polypodiopsida (varens) en Spermatophyta (zaadplanten). Bij de wolfsklauwen en de varens is de (vrouwelijke) gametofyt meestal nog herkenbaar, hoewel klein, maar bij de meeste zaadplanten zijn de vrouwelijke gametofyten gereduceerd (klein, nauwelijks zichtbaar, zonder bladgroen) en vergroeid met de sporofyt.
De levenscyclus voor planten met dominante sporofyt is zeer gevarieerd. Voorbeelden zijn:
- Lycopodium (wolfsklauw) en Polypodium (eikvaren) zijn eenhuizige, isosporangiate, isospore diplohaplonten
- Selaginella ("Engels mos") is een eenhuizige, heterosporangiate, heterospore diplohaplont
- Equisetum (paardenstaart) is een eenhuizige, isosporangiate, heterospore diplohaplont (de sporen zijn fysiologisch verschillend maar niet morfologisch)
- Veel naaktzadigen (gymnospermen) en bedektzadigen (angiospermen) zijn eenhuizige, heterosporangiate, heterospore diplohaplonten
- Veel andere angiospermen zijn tweehuizige, heterosporangiate, heterospore diplohaplonten

### Voorplantingsorganen
De gametofyt is het stadium in de levenscyclus dat de voortplantingsorganen (gametangia, voor de productie van de gameten) vormt. De gametofyten ontwikkelen zich na de kieming uit de sporen. Dat kan bijvoorbeeld zijn:
- mosplanten, groeiend uit de mosknoppen op het protonema.
- prothallia, die kunnen zijn:
  - vrij levend, zoals bij wolfsklauwen, bij paardestaarten en bij veel varens
  - binnen de sporewand blijvend, zoals bij Selaginella, zaadvarens, sommige groepen zaadplanten
- of stuifmeelkorrel en embryozak (zoals bij zaadplanten).

De voortplantingsorganen zijn in eerste instantie de gametangia die de gameten produceren:
1. de antheridia zijn de ♂ voortplantingsorganen. Hierin worden mannelijke gameten gevormd: de spermatozoïden;
2. de archegonia zijn de ♀ voortplantingsorganen. Hierin worden de vrouwelijke gameten gevormd: de eicellen

Deze gametangia bevinden zich op de gametofyten, waarbij de antheridia en archegonia in sommige gevallen op dezelfde gametofyt, in andere gevallen op ♂, respectievelijk op ♀ gametofyten te vinden zijn.
Bij de zaadplanten, die een dominante sporofytfase hebben, zijn de antheridia en archegonia sterk gereduceerd. Hier worden als voortplantingsorganen opgevat:
1. meeldraden (homoloog met een microsporofyl), waar de stuifmeelkorrels (microgametofyt) gevormd worden in de pollenzakjes (microsporangia)
2. vruchtblad (homoloog met een macrosporofyl) met de zaadknoppen of zaadbeginsels (macrosporangia), een door één of twee integumenten omgeven embryozak (macrogametofyt of nucellus)

## Geslachtsverdeling bij dieren
Bij dieren is gescheiden geslachten de regel: daar zijn aparte mannelijke en vrouwelijke individuen de regel.
Zo'n 65.000 van de 1,2 miljoen diersoorten zijn tweeslachtig. Dit komt neer op 5-6% van de soorten. Tweeslachtigheid is het verschijnsel dat een organisme zowel de mannelijke als de vrouwelijke geslachtsorganen heeft. Bij tweeslachtige dieren spreekt men ook wel van hermafrodiet, afgeleid van Hermaphroditus. Als een tweeslachtig organisme zichzelf ook kan voortplanten met louter eigen cellen, is er sprake van parthenogenese; een organisme dat maagdelijke voortplanting kent. Het bekendste voorbeeld hiervan is de wandelende tak.
Soms is het een genetische fout en functioneert één of geen van beide organen. Slakken en regenwormen bijvoorbeeld zijn man en vrouw tegelijk, maar moeten wel paren om zich voort te kunnen planten. Ook in de plantenwereld komt het regelmatig voor.